# Apoteket Lejonet, Malmö

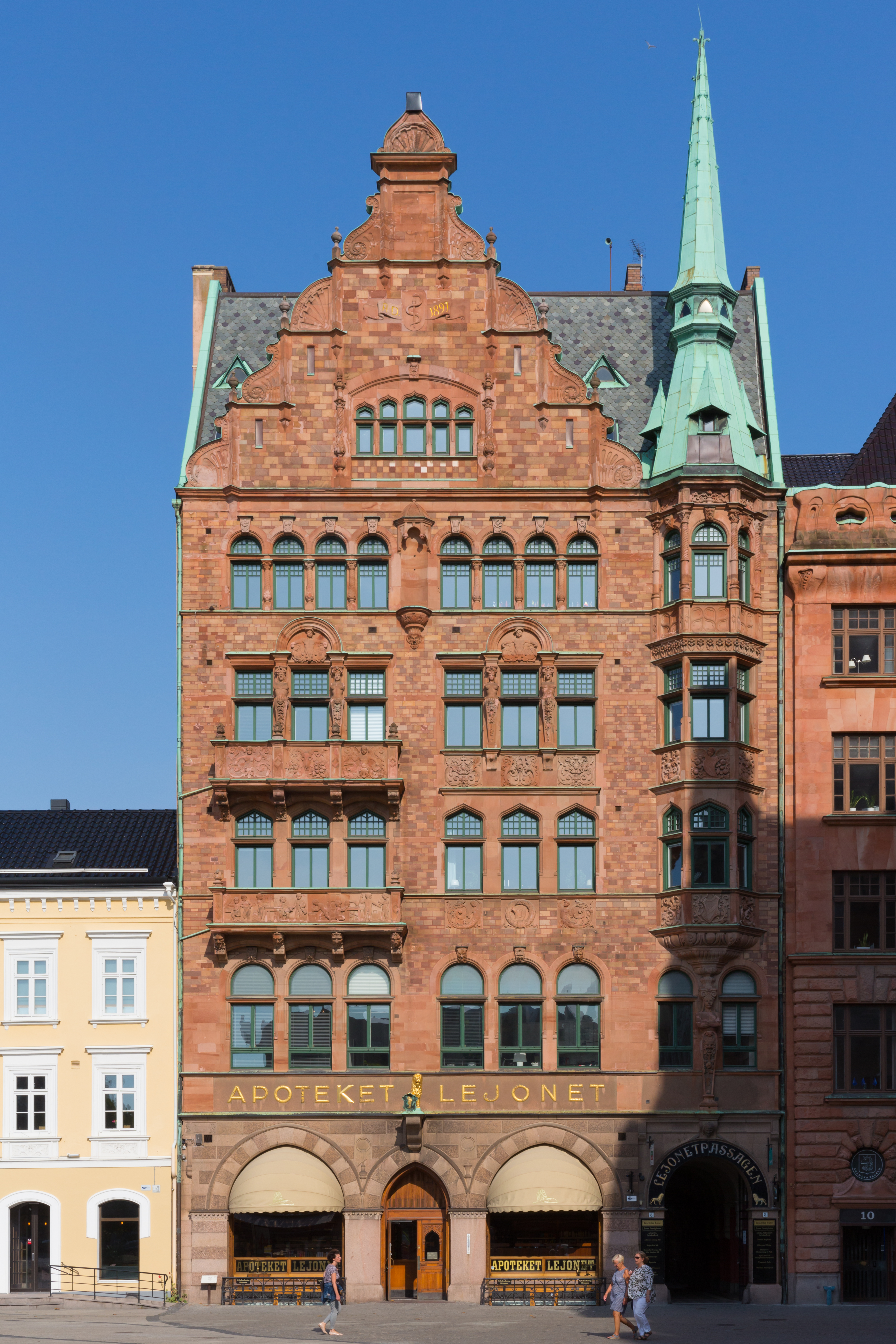
Apoteket Lejonet vid Stortorget i Malmö.

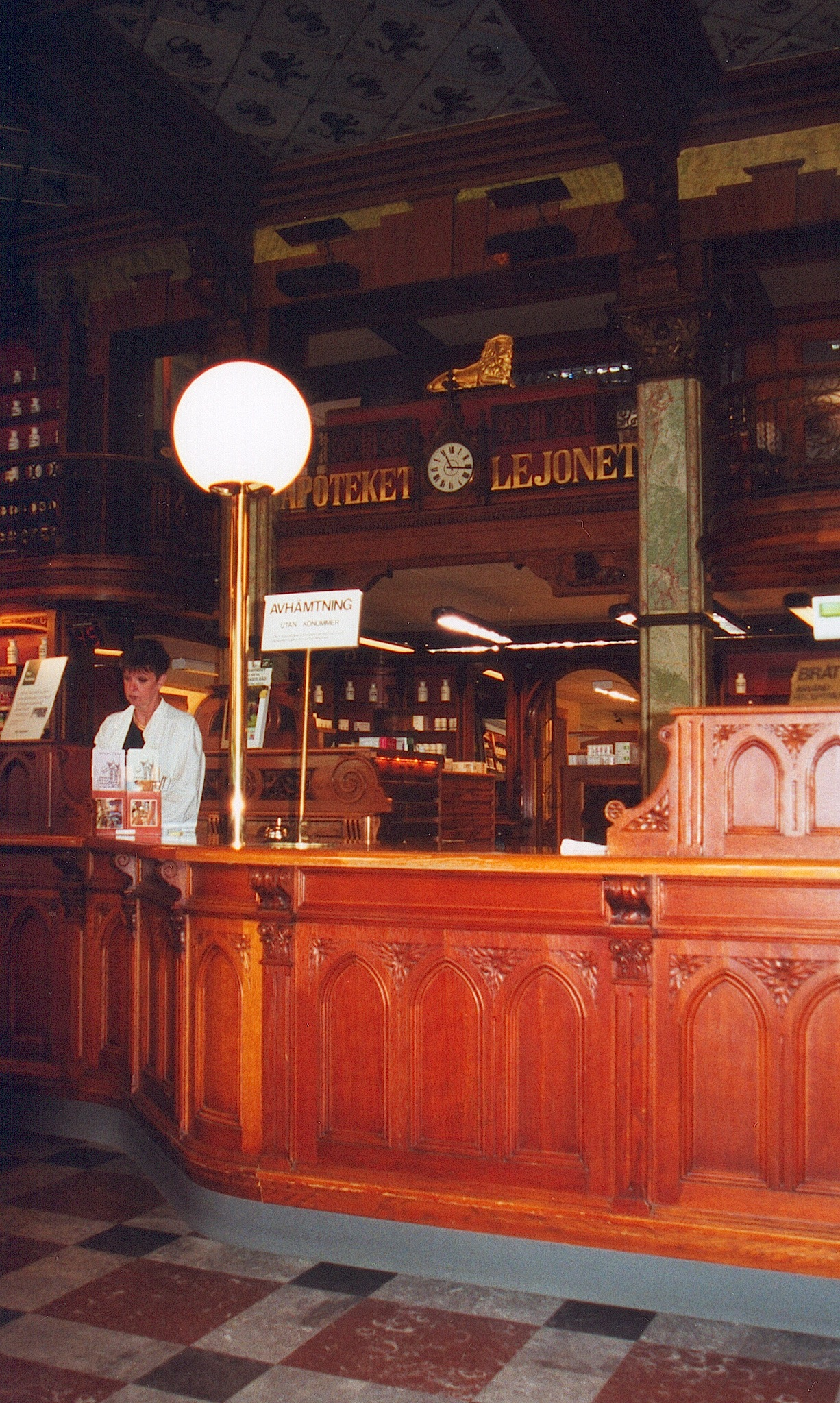
Officinet från 1898.

Apoteket Lejonet eller Teschska palatset på Stortorget i Malmö är en av stadens mest markanta byggnader från 1800-talets historicistiska period, uppförd 1896 i nyrenässans. Efter att apoteksmarknaden avreglerades år 2009 blev Lejonet ett av de fyra kulturapoteken i statlig ägo.

## Historik
Byggherre var apoteksinnehavaren John Tesch. 
Det äldsta kända kungliga privilegiebrevet för apotekare i Malmö är utfärdat år 1571 av Fredrik II. Stadsapoteket vid Kyrkogatan innehades under 1600- och 1700-talen av den tyske apotekarsläkten Dietrich och kallades då för Dietrichska Apoteket. Ännu ett apotek öppnades 1731, och för att skilja apoteken åt användes djursymboler. Dietrichska fick ett lejon och det nyinrättade en örn.
1896 lät Tesch påbörja byggandet av apotekets nya hus på Stortorgets östra sida. Det nya apoteket försågs med rejäla skyltfönster, men även övervåningen byggdes att bli så iögonfallande som möjligt. Bland utsmyckningar finns bl.a. Tesch själv avbildad. Inte bara exteriört utan även invändigt blev det en överdådig utformning i såväl apotek som bostadsvåning. Till ovanligheterna för tiden hörde en hiss upp till Teschs egen luxuösa lägenhet i huset.
Arkitekter för Apoteket Lejonet var Lindvall & Boklund, ett nystartat arkitektkontor med August Lindvall och Harald Boklund. De skulle förbättra ett förslag av Hans Hallström. Apotekare Tesch ändrade idéer under bygget och relationen mellan arkitekterna och byggherren utmynnade i en rättsprocess.
Vid tiden för uppförandet ansågs apoteket Lejonet vara ett av Europas allra största apotek, nästan lika stort som det kejserliga apoteket i Moskva. Det var vid sekelskiftet 1900 Malmös högst taxerade fastighet.
Tesch slutade som apotekare efter 16 år för att övergå till bankvärlden, och blev även en drivande kraft inom Hippodromen. En av de nya ägarna var Teschs systerson Hjalmar Andersson-Tesch.